# Jan Weiler

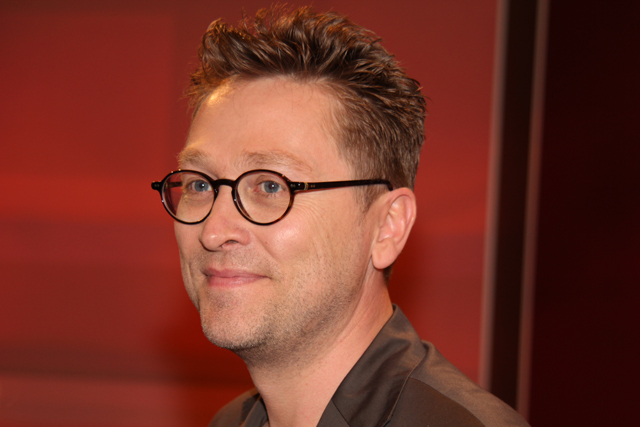
Jan Weiler, 2012

Jan Weiler (n. 28 octombrie 1967, Düsseldorf) este un jurnalist și scriitor contemporan german.

## Biografie, carieră
Născut în 1967 la Düsseldorf, Jan Weiler a visat de mic copil să devină jurnalist. Inițial a lucrat însă ca scriitor de texte de reclame publicitare. După trei încercări nereușite, Weiler este acceptat în anul 1993 la Școala Germană de Jurnalism (Deutschen Journalistenschule) din München. Astăzi este el însuși membru al comisiei de admitere al respectivei școli. Un an mai târziu, după absolvire, Jan Weiler se angajează ca redactor la Magazinul saptămânal al ziarului Süddeutsche Zeitung. În anul 1998 fondează o agenție de consultanță jurnalistică. În anul 2000 este numit redactor-șef al Magazinului, poziție pe care inițial urma să o ocupe doar 6 luni, dar pe care a ocupat-o timp de cinci ani. În prezent locuiește în Ambach, împreună cu soția și cei doi copii (3 și respectiv 7 ani), pe malul lacului Starnberger See de lângă München. 
Anul 2002 este un an semnificativ în cariera lui Jan Weiler: jurnalistului de succes i se adaugă scriitorul de succes. Această nouă latură a carierei sale pleacă de la o intimplare: în anul 2002, coletivul redacțional al Magazinului a decis publicarea unui număr dedicat integral Italiei. O colegă i-a sugerat lui Weiler, a cărui soție este de origine italiană, să scrie un articol despre socrul său, emigrant italian venit în Germania inițial doar ca muncitor sezonier. Weiler nu se arată la început prea incintat de idee dar acceptă. Articolul are o rezonanță neașteptat de pozitivă, fapt care îl face pe Weiler să cocheteze cu ideea unui roman. Romanul, intitulat Maria, ihm schmeckt's nicht (Maria, lui nu îi place) apare în anul 2003 și este vândut în peste 500.000 de exemplare. Acesta este urmate de o continuare, publicată în 2005 și intitulată Antonio im Wunderland (Antonio in Tara Minunilor). În anul 2006 publică In meinem kleinen Land (În mica mea țară).

## Opere
- Maria, ihm schmeckt’s nicht!, Geschichten von meiner italienischen Sippe, Roman, Ullstein, Berlin 2003, ISBN 3-548-36486-1.
- Antonio im Wunderland, Kindler, Reinbek bei Hamburg 2005, ISBN 3-463-40484-2
- In meinem kleinen Land, Rowohlt, Reinbek bei Hamburg 2006, ISBN 3-499-62199-1
- Gibt es einen Fußballgott?, Kindler, Reinbek bei Hamburg 2006, ISBN 3-463-40501-6
- Land in Sicht. Eine Deutschlandreise, Heyne Verlag, München 2007, ISBN 3-89910-372-6
- Drachensaat, Kindler, Reinbek bei Hamburg 2008, ISBN 3-463-40539-3
- Mein Leben als Mensch, Kindler, Reinbek bei Hamburg 2009, ISBN 978-3-463-40571-1
- Hier kommt Max! Rowohlt, Reinbek bei Hamburg 2009, ISBN 978-3-499-21520-9
- Max im Schnee, Rowohlt, Reinbek bei Hamburg 2010, ISBN 978-3-499-21578-0
- Mein neues Leben als Mensch, Kindler, Reinbek bei Hamburg 2011, ISBN 978-3-463-40619-0
- Das Buch der 39 Kostbarkeiten, Kindler, Reinbek bei Hamburg 2011, ISBN 978-3-463-40609-1
- Das Pubertier, Kindler, Reinbek bei Hamburg 2014, ISBN 978-3-463-40655-8
- Kühn hat zu tun, Kindler, Reinbek bei Hamburg 2015, ISBN 978-3-463-40643-5.

### Maria, ihm schmeckt's nicht
Soția lui Jan Weiler este jumătate de origine germană - după mamă - și jumatate de origine italiană - dupa tată. Romanul, inițial doar un simplu articol într-o ediție specială a Magazinului ziarului Süddeutsche Zeitung, are la bază experiențele autorului cu socrul său, un imigrant italian care și după decenii locuite în Germania vorbește cu un accent aproape insuportabil și face greșeli gramaticale și de exprimare deosebit de savuroase. Deși autorul declară că romanul este ficțional, asemănările dintre familia soției sale și cele ale familiei descrise în roman sunt evidente. De altfel, romanul este dedicat socrul autorului, iar pentru a se documenta, Jan Weiler a întreprins o călătorie în patria-mamă a acestuia. 
Personajul pe care autorul îl privește cu o simpatie nedisimulată, este un imigrant italian stabilit în Germania și căsătorit cu o femeie de o origine germană de netăgăduit. Antonio a plecat spre Germania pentru a-și încerca norocul, plin de speranțe și de vise de bunăstare. Norocul lui cel mai mare a fost întâlnirea cu viitoarea soție, o femeie blândă și înțelegătoare, dotată cu o răbdare despre care autorul vorbește aproape cu evlavie. Cei doi au întâmpinat, într-o Germanie nu prea deschisă - în acei ani - emigranților, greutăți destul de mari la începutul mariajului. Greutăți pe care le prelucrau în moduri total diferite: Antonio se răzbuna, dacă i se oferea ocazia, iar soția lui îndura nedreptățile, plângând pe ascuns.